# Nikita Poršnev
Nikita Dmitrievič Poršnev (in russo Никита Дмитриевич Поршнев?; Saratov, 5 marzo 1996) è un biatleta russo.

## Biografia
Nikita Poršnev, attivo dalla stagione 2014-2015, ai Mondiali juniores di Cheile Grădiștei 2016 ha vinto la medaglia d'oro nella staffetta e quella d'argento nell'inseguimento e a quelli di Brezno-Osrblie 2017 si è nuovamente aggiudicato la medaglia d'oro nella staffetta; ha esordito ai Campionati mondiali a Östersund 2019, dove ha vinto la medaglia di bronzo nella staffetta e si è classificato 36º nell'individuale, e in Coppa del Mondo il 22 marzo dello stesso anno a Oslo Holmenkollen in sprint (94º). L'anno dopo ai Mondiali di Anterselva 2020 si è piazzato 11º nell'individuale, 21º nella sprint, 39º nell'inseguimento, 26º nella partenza in linea e 4º nella staffetta; è inattivo in ambito internazionale dalla stagione 2021-2022 poiché in seguito all'invasione russa dell'Ucraina del 2022 gli atleti russi sono stati esclusi dalle competizioni riconosciute dall'International Biathlon Union. Non ha preso parte a rassegne olimpiche.

## Palmarès

### Mondiali
- 1 medaglie:
  - 1 bronzo (staffetta[1] ai Östersund 2019)

### Mondiali juniores
- 3 medaglie:
  - 2 ori (staffetta a Cheile Grădiștei 2016; staffetta a Brezno-Osrblie 2017)
  - 1 argento (inseguimento a Cheile Grădiștei 2016)

### Coppa del Mondo
- Miglior piazzamento in classifica generale: 10º nel 2021